# Pyrénées (race caprine)
Vous lisez un « article de qualité » labellisé en 2012.
Pour les articles homonymes, voir Pyrénées (homonymie).
La chèvre des Pyrénées est une race caprine française originaire des Pyrénées.
La Pyrénéenne est de taille moyenne : 75 à 85 cm au garrot pour un poids de 50 kg, et porte de longs poils, bruns ou noirs, parfois blancs. Elle peuple les Pyrénées depuis très longtemps et était autrefois associée aux troupeaux bovins et ovins, fournissant le lait aux bergers. Avec la modernisation de l'élevage, elle a failli disparaître dans la seconde moitié du XXe siècle. On s'intéresse toutefois de nouveau à elle depuis les années 1990, les effectifs remontent grâce au travail des conservatoires régionaux et, depuis 2004, de celui de l'association Chèvre de Race pyrénéenne chargée du programme de sauvegarde de la race.
Deux types d'élevage sont observés, les systèmes allaitants et les systèmes laitiers. Les premiers produisent des chevreaux bons à abattre, généralement à la période de Pâques, qui pèsent généralement autour de 15 kg. Les systèmes laitiers traient les chèvres à partir du sevrage précoce du chevreau à 2 mois et se servent généralement de leur lait aux taux butyreux et protéiques corrects pour fabriquer du fromage, crottin ou tomme des Pyrénées. Les chevreaux ne sont pas très bien conformés et la production de lait par chèvre reste bien en deçà de celle des races spécialisées. Toutefois, la chèvre des Pyrénées a l'avantage d'être très rustique et de pouvoir valoriser une végétation médiocre, dans des conditions climatiques parfois très rudes. Elle permet de maintenir certains paysages ouverts en empêchant qu'ils ne s'embroussaillent.

## Histoire

### Origine et apogée de la race

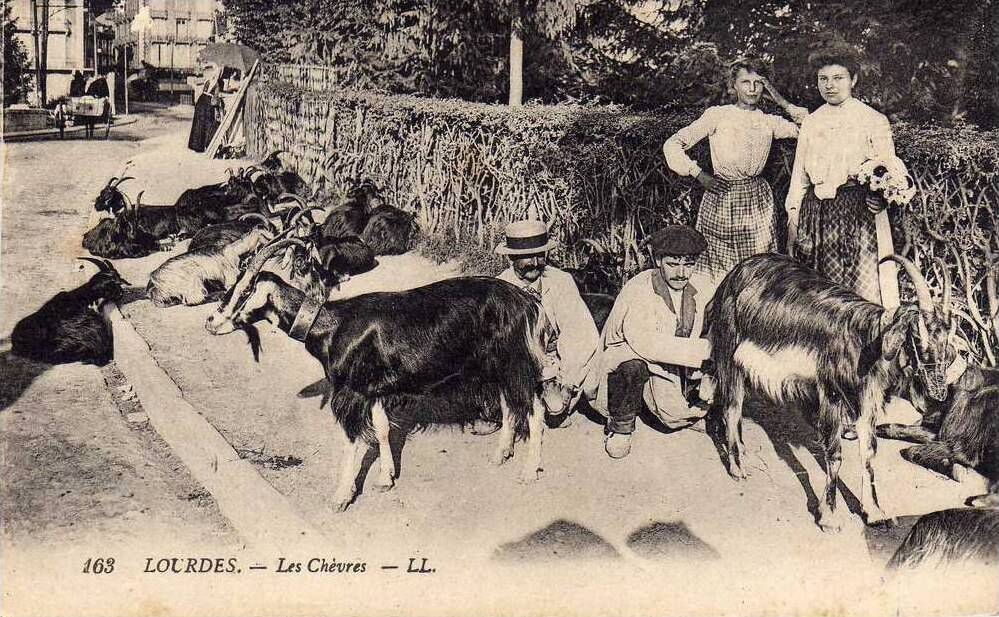
Traite de chèvres des Pyrénées à Lourdes (Hautes Pyrénées) dans les années 1870 à 1890

La pyrénéenne peuplait traditionnellement toute la chaîne éponyme. C'est une race qui semble très ancienne et qui pourrait selon certains descendre des premières chèvres domestiquées en Mésopotamie 5 000 ans avant notre ère. On ne sait toutefois pas comment elle est arrivée là. Toujours est-il qu'une population caprine assez hétérogène est élevée dans l'ensemble des Pyrénées depuis très longtemps. Traditionnellement, on trouvait dans cette région cinq ou six chèvres au milieu des troupeaux de moutons, en permettant au berger et son chien d'avoir du lait frais disponible, durant les longs mois d'estives durant lesquels ils vivaient dans la montagne.
Le lait de la pyrénéenne devient également très populaire en ville et les éleveurs béarnais prennent l'habitude d'amener leurs animaux dans les villes pour vendre aux consommateurs un lait fraîchement trait. Cette pratique débute dans les années 1870 et prend petit à petit de l'ampleur dans les années 1875 à 1880. Les chevriers de l'Ouest des Pyrénées viennent s'installer à partir du mois de février sur les terrains vagues de Montrouge, au sud de Paris, avec sept à quinze chèvres chacun, qu'ils laissent paître sur les talus des fortifications. Le matin et l'après-midi, ils rejoignent les rues et appellent les clients pour vendre leur lait 20 à 30 centimes le gobelet. Quand vient octobre-novembre, ils s'en retournent au pays. Ainsi, on estime qu'en 1900 on trouvait environ 1 500 chèvres des Pyrénées dans les rues de Paris. Cette activité décline après la Première Guerre mondiale, du fait d'une circulation de plus en plus importante qui interdit la pratique de la traite à même la rue comme elle se faisait auparavant, mais aussi parce que les techniques de réfrigération sont en plein essor et la traite à proximité du client ne se justifie plus. La souche béarnaise se montre particulièrement bonne productrice de lait, au sein du cheptel très hétérogène des chèvres des Pyrénées. Elle constitue une « laitière de premier ordre » selon certains auteurs contemporains. Rozier décrit lui la chèvre des Pyrénées comme « plus haute et plus grosse que la [chèvre] commune » et dit qu'elle est bien meilleure productrice de lait que cette dernière.

### Déclin
Vient ensuite une longue période de déclin. Ainsi, la population estimée à 70 000 animaux en 1852 n'est plus que de 50 000 animaux en 1957. La chèvre n'est alors plus du tout appréciée dans les fermes. En effet elle symbolise un élevage pauvre et dépassé, et on lui reproche de porter atteinte aux plantations forestières. Dans la seconde partie du XXe siècle, la diminution s'accélère fortement, principalement à cause de l'exode rural et de la forte concurrence de races plus productives que sont l'alpine et la saanen. La race, comme les autres races caprines locales, n'est même pas reconnue par les administrations agricoles. En effet, lors de la création de l'UPRA caprine dans les années 1970, celle-ci est censée représenter l'ensemble de l'espèce à travers seulement trois races : l'alpine, la saanen et la poitevine. On peut expliquer cela par le moindre intérêt des zootechniciens pour l'espèce caprine, ceux-ci n'ayant jamais tenté de standardiser et d'organiser la sélection des races de chèvre. Les races sélectionnées qui progressent assez rapidement comme l'alpine et la saanen ne mettent pas longtemps à supplanter les chèvres des Pyrénées, même dans leur berceau d'origine, et les animaux locaux sont croisés à ces races sélectionnées pour permettre leur amélioration.
Les effectifs d'animaux de souche vont donc sombrer très rapidement et la chèvre des Pyrénées est considérée comme quasiment disparue à la fin des années 1980. Il demeure de petits troupeaux d'animaux très hétéroclites et la population ne répond même pas réellement à la définition que l'on se fait d'une race du fait de la grande diversité entre les animaux, même au niveau de leur coloration, un caractère qui est généralement le premier à être fixé lorsque l'on crée une race animale. Du fait de l'absence de sélection, les animaux persistants dans les Pyrénées présentent souvent de mauvaises dispositions pour les méthodes d'élevage modernes, comme leurs poils longs qui entravent la traite mécanique. Ils sont peu productifs comparés aux races sélectionnées, mal adaptées à la conduite en stabulation et n'ont pas fait l'objet de programme sanitaire d'éradication de certaines maladies comme la brucellose. Pour certains spécialistes, ce n'est pas leur potentiel de départ qui a handicapé leur développement, mais plutôt l'absence d'organisation et de dynamique autour d'elles.

### Renouveau récent
Au début des années 1990, la race est considérée comme quasiment disparue. Mais on observe à cette époque un regain d'intérêt pour les races locales à faibles effectifs, dont certaines bénéficient déjà d'un programme de conservation depuis les années 1980, et la chèvre des Pyrénées va à son tour faire l'objet d'un regain d'intérêt. Les conservatoires régionaux (Conservatoire du patrimoine biologique régional de Midi-Pyrénées et Conservatoire des races d'Aquitaine) s'impliquent fortement dans la sauvegarde de la race et répertorient les effectifs restants. Une pré-étude est menée en 1992 et recense 238 chèvres dans 25 élevages, dont une partie est plus ou moins croisée avec d'autres races. Lors de l'inventaire de 1993 la population est estimée à 500 ou 600 animaux. L'année suivante, les effectifs du pays basque sont décomptés avec précision et on y dénombre 246 chèvres dans 21 élevages.
Grâce aux efforts initiés par les conservatoires en collaboration avec le syndicat caprin inter-départemental, les effectifs croissent à nouveau. Ainsi, en 1994, on compte 680 chèvres de pure race dont une grande majorité en Aquitaine. Ce nombre augmente rapidement pour atteindre 1 164 animaux en 1995, puis 1 803 en 1996. Dans un même temps le nombre d'éleveurs augmente également, mais dans de moindres proportions, passant de 76 à 93 entre 1994 et 1996. Par ailleurs la race se réorganise, notamment avec la création d'un centre d'élevage de chèvres et d'un haras de boucs, et la constitution d'une association d'éleveurs en 2004. Celle-ci établit un nouveau standard de la race, soutient les éleveurs, surveille la sélection des animaux et assure la promotion de la chèvre des Pyrénées. Elle est responsable du livre généalogique de la race et bénéficie de l'appui de Capgènes, la section caprine de France UPRA Sélection qui participe au schéma de sélection de la race. La chèvre pyrénéenne est également reconnue comme race à petits effectifs par le ministère de l'agriculture depuis les années 1990. En 2009, les effectifs atteignent 3 025 animaux, dont 2 800 femelles.

## Description

### Aspect général

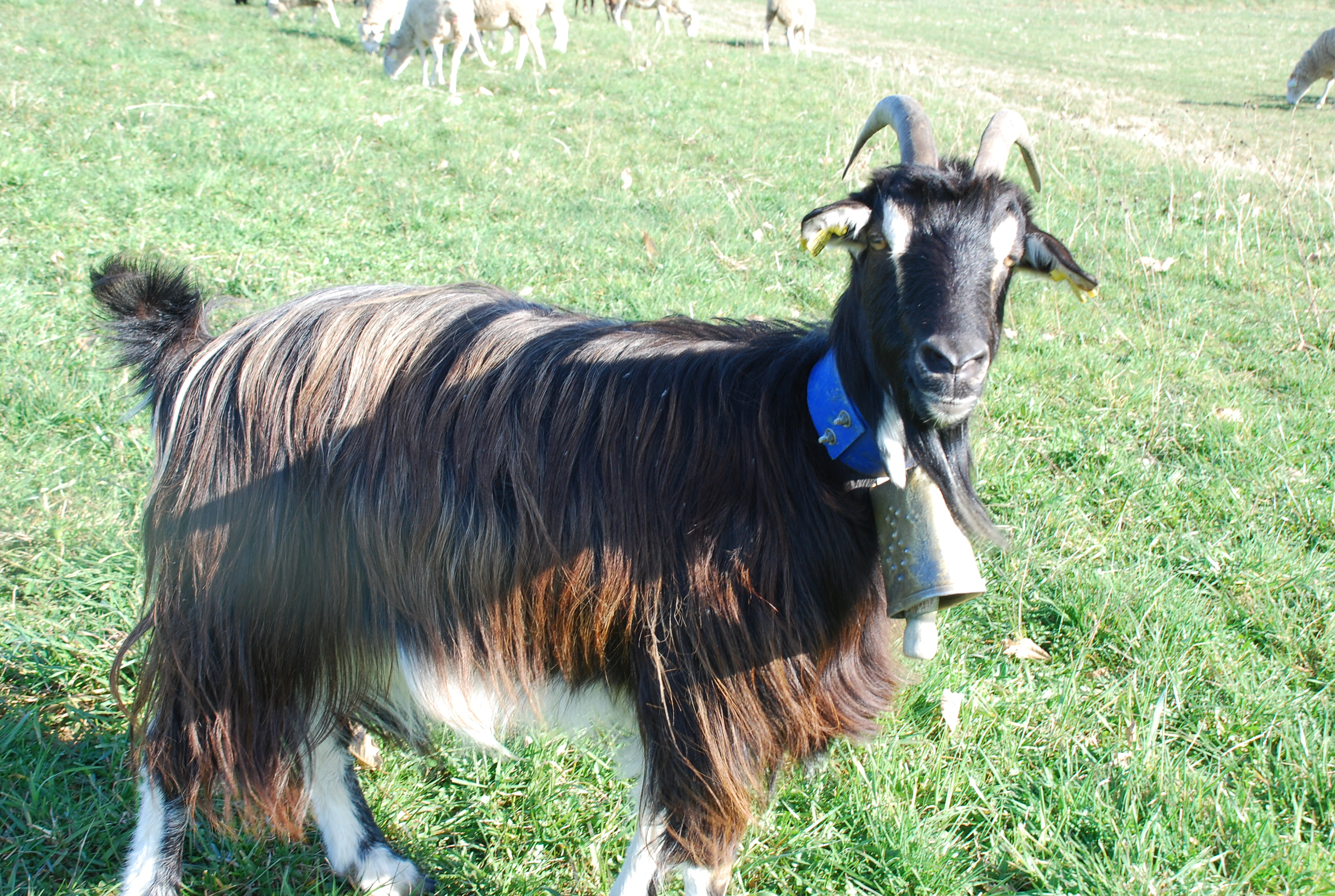
Chèvre des Pyrénées.

La chèvre des Pyrénées est longtemps demeurée sans standard clairement établi ; c'est pourquoi on observe une grande hétérogénéité des animaux dans la nature. Malgré cela, on rencontre un certain nombre de caractéristiques communes à l'ensemble de la population. Ainsi c'est une chèvre d'assez grand format, qui mesure 75 cm pour la chèvre et 80 à 90 cm pour le bouc, avec des poids respectifs de 55 à 60 kg et 90 kg. Elle a une ossature robuste, une poitrine profonde, des membres épais et musclés et de fortes articulations. Elle a une robe qui se caractérise par ses poils longs ou mi-longs et broussailleux. En revanche, sa coloration est très variable, pouvant être noire, blanche, grise, brune ou jaune, les teintes intermédiaires étant possibles, ainsi que la présence de taches blanches. Le ventre est généralement plus clair et que les robes brunes et noires sont les plus fréquentes. Sa tête porte des oreilles longues et tombantes et une paire de longues cornes rondes, écartées et rejetées en arrière, parfois torsadées. Certains animaux sont dépourvus de cornes.

### Standard de 2008
En 2008, l'association de sauvegarde de la race a déterminé un premier standard pour la race, afin d'homogénéiser un peu ce troupeau dont les effectifs ont bien réaugmenté, même si de nombreuses colorations sont toujours homologuées. Ce standard est le suivant :

- apparence générale : grande taille, ossature solide, pelage mi-long à long, rusticité générale ;
- tête : forte et massive ; oreille lourde, horizontale à tombante ; barbe chez les deux sexes ; cornes rectilignes en arrière, légèrement arquées et divergentes chez la femelle ou bien cornes de type « corn de boc » chez certaines femelles ; cornes développées chez le mâle (les animaux mottes sont acceptés) ;
- aplombs : aplombs forts ; onglons écartés ;
- pelage : Demi-long à long ; Poil raide ; Frange frontale fréquente (surtout chez les mâles) ;
- couleur de la robe : de couleur variable : noir à blanc (marron foncé ou fougère sèche, laurèze, chocolat, miel, blanc crème), robe unie ou de plusieurs couleurs ; poil clair souvent localisé (tête, ventre, pattes) ; patron traditionnellement noir à brun foncé avec du poil clair localisé ;
- caractères à éviter : poil court ; oreilles dressées ; pattes fines ; raie noire sur le dos.

 Association de sauvegarde de la chèvre des Pyrénées, 2008.

### Patron de coloration de la robe
La chèvre des Pyrénées peut porter divers motifs de coloration de la robe, reconnus par le standard de la race :
- patron uni : c'est le plus fréquent au sein de la race avec 47 % des animaux concernés. La robe est de couleur noire ou noir dit « fougère sèche » dans la grande majorité des cas, avec une minorité d'environ 6 % de robes toutes blanches ;
- patron laurèze : il concerne 16 % des effectifs, qui ont le dos coloré en noir ou noir dit « fougère sèche » avec le dessous du ventre blanc ;
- patron tacheté : 14 % des animaux sont tachetés de diverses couleurs sur fond blanc ;
- patron zébré : l'animal a de grandes bandes de couleurs sur son corps, concerne 10 % des animaux ;
- patron col noir : les animaux ont une tache noire au niveau du col qui ne dépasse pas la pointe des épaules, 5 % des effectifs sont concernés ;
- patron enchevêtré : le plus rare avec seulement 3 % des animaux, les poils de différentes couleurs sont mélangés.

## Aptitudes
La pyrénéenne est une race mixte, qui peut être utilisée pour la production laitière comme pour celle de chevreaux destinés à la boucherie. Deux tiers des élevages l'utilisent comme chèvres allaitantes, tandis que les autres les traient. Autrefois, la chèvre des Pyrénées fournissait également un cuir de qualité. Celui des chèvres servait de parchemin ou dans la maroquinerie, celui des chevreaux était utilisé dans la ganterie et la cordonnerie et celui des boucs servait à confectionner des outres dans lesquels on pouvait transporter du vin vers l'Espagne. Aujourd'hui encore certains éleveurs vendent les peaux pour servir de descente de lit ou de doudou pour les enfants, ou servent à fabriquer des instruments à percussion.

### Production de viande
Elle produit généralement deux chevreaux par an. Ceux-ci sont élevés sous la mère et destinés à la boucherie. Parfois, ils reçoivent en complément du foin ou des céréales produites à la ferme, mais très rarement d'aliment du commerce. Ils produisent une viande réputée, notamment appréciée à la période de Pâques, quand de nombreux chevreaux légers d'environ 15 kg sont commercialisés. Les autres sont vendus à l'automne ou à Noël, plus lourds, vers 20 à 30 kg. L'âge des chevreaux à leur commercialisation est très variable, mais un tiers d'entre eux est vendu entre 2 et 3 mois. Ils peuvent être vendus jusqu'à un an, la clientèle maghrébine étant particulièrement intéressée par les chevreaux de plus de 6 mois. Dans les élevages laitiers, les chevreaux sont parfois vendus à des engraisseurs qui vont se charger de finir de les engraisser avant de les faire abattre. Les chevreaux sont très souvent vendus directement à des particuliers et les prix sont donc très irréguliers d'un cas à l'autre. Si cette viande est peu prisée à l'heure actuelle, elle était très consommée dans les Pyrénées il y a 50 ans et il reste aujourd'hui une base de consommateurs fidèles. Par ailleurs, les jambons de chèvre de Bigorre étaient autrefois un mets de choix, très réputé.

### Production laitière

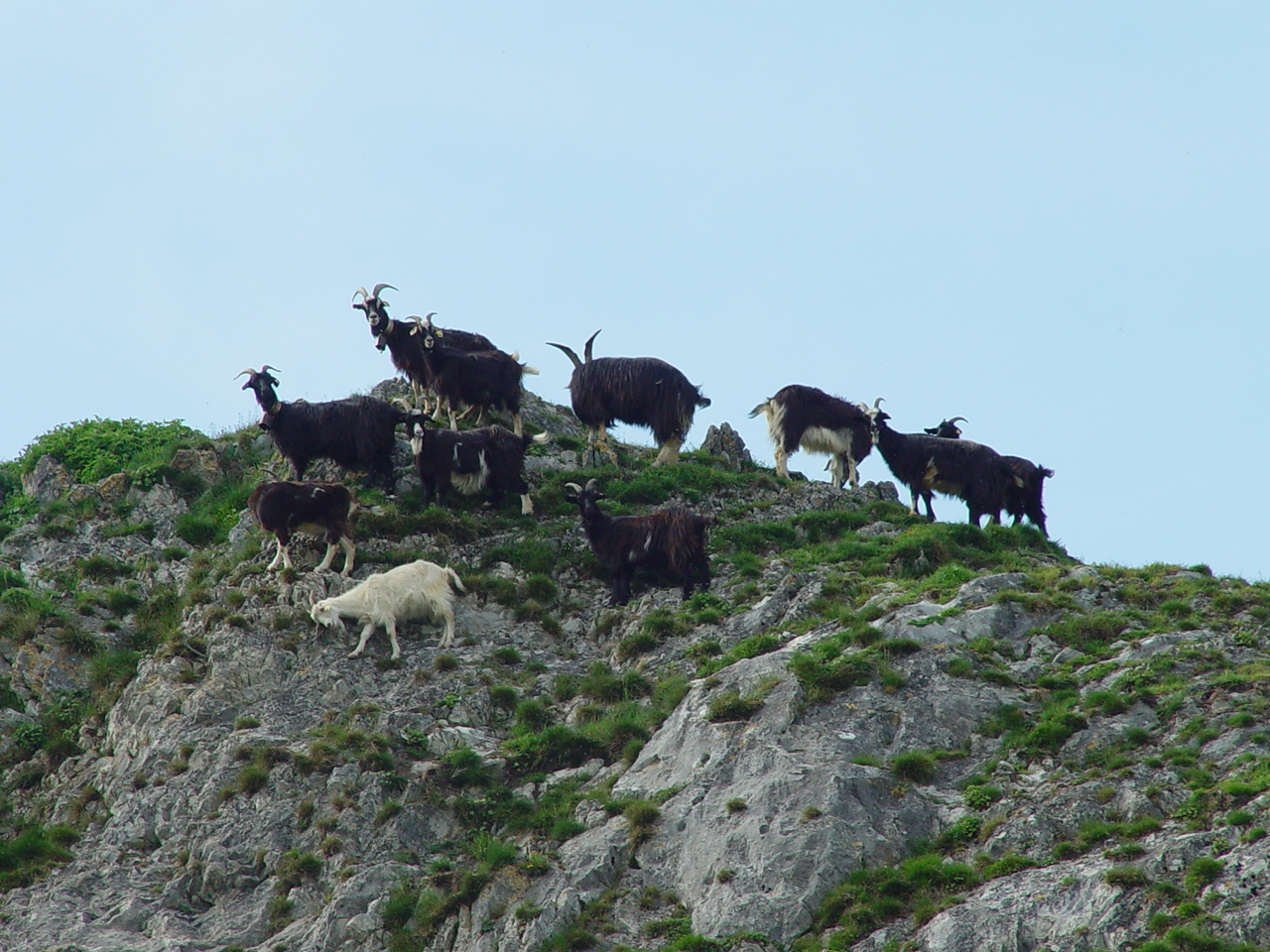
Chèvres des Pyrénées sur le pic de la Clique (1200 m), Germs-sur-l'Oussouet (Canton de Lourdes-Est)

Sa production laitière est plutôt modeste et peut varier entre 200 et 400 kg par lactation, avec en moyenne 315 kg par lactation de 228 jours pour les animaux enregistrés au contrôle de performances. En revanche, son lait présente de bons taux : 30,4 g/kg de taux protéique et 38,5 g/kg de taux butyreux. Il ne présente en revanche pas un très bon rendement lors de sa transformation en fromage. Ceci est lié à une originalité génétique de la race, la présence d'un allèle nul pour la caséine β (allèle défectif sans expression phénotypique). Celui-ci a été observé pour la première fois par l'INRA en 1999. Les chèvres homozygotes porteuses de cet allèle ne produisent pas de caséine β, une protéine coagulable qui joue un rôle dans la transformation du lait en fromage. Cet allèle nul n'a pas été observé dans les autres races caprines françaises, tandis qu'il est fréquent dans la population de chèvres des Pyrénées : présent dans 80 % des élevages avec une fréquence allélique de 0,11. On pense que les éleveurs des Pyrénées n'ont pas réellement prêté attention au défaut de fromageabilité du lait de leur chèvre du fait de certaines pratiques locales comme l'élevage pour la viande ou la fabrication de fromage à partir de lait de chèvre et de vache mélangé. Ils n'ont donc pas opéré de sélection sur ce caractère et ont laissé à des allèles contre-productifs la possibilité de persister dans la population.
Avec ce lait, les éleveurs fabriquent principalement des petits fromages à pâte lactique ou alors de la tomme des Pyrénées. La tomme de chèvre des Pyrénées est un fromage de tradition très ancienne, à pâte pressée non cuite. Elle se présente sous la forme d'un cylindre aux bords légèrement arrondis. Elle se trouve sous deux formats : la tomme de 2,5 kg faisant 19 cm de diamètre pour 8,5 cm de haut et la tomette de 400 g de 11 cm de diamètre pour 5 cm de haut. Ce fromage fait actuellement l'objet d'un projet de labellisation IGP sous l'appellation « Tomme des Pyrénées – Chèvre au lait cru ».

### Une race rustique
C'est en outre une race rustique, bien adaptée aux parcours accidentés de sa région d'origine et au climat parfois rude qui y règne. Elle résiste très bien aux intempéries et au froid, ce qui lui permet de vivre dehors de jour comme de nuit à des altitudes parfois importantes et subsister avec le peu de nourriture qu'elle peut trouver. Le pis relativement peu volumineux des animaux en lactation ne les handicapent pas pour se rendre sur les parcours. Ils valorisent une flore relativement pauvre composée de ronces, d'orties, d'arbustes et de diverses herbacées de faible valeur nutritive. C'est une race qui est bien adaptée pour maintenir des paysages ouverts, alors que certains espaces de son territoire originel ont tendance à partir en friche. Cette chèvre a certainement un rôle essentiel à jouer dans le débroussaillement des espaces en friches. Ces qualités dans ce sens sont reconnues depuis toujours, puisque les chèvres étaient proscrites des bois au XIXe siècle, car elles risquaient d'endommager la production forestière. Elle peut aller jusqu'à consommer 87 % de ligneux pour seulement 13 % de plantes herbacées.

## Élevage

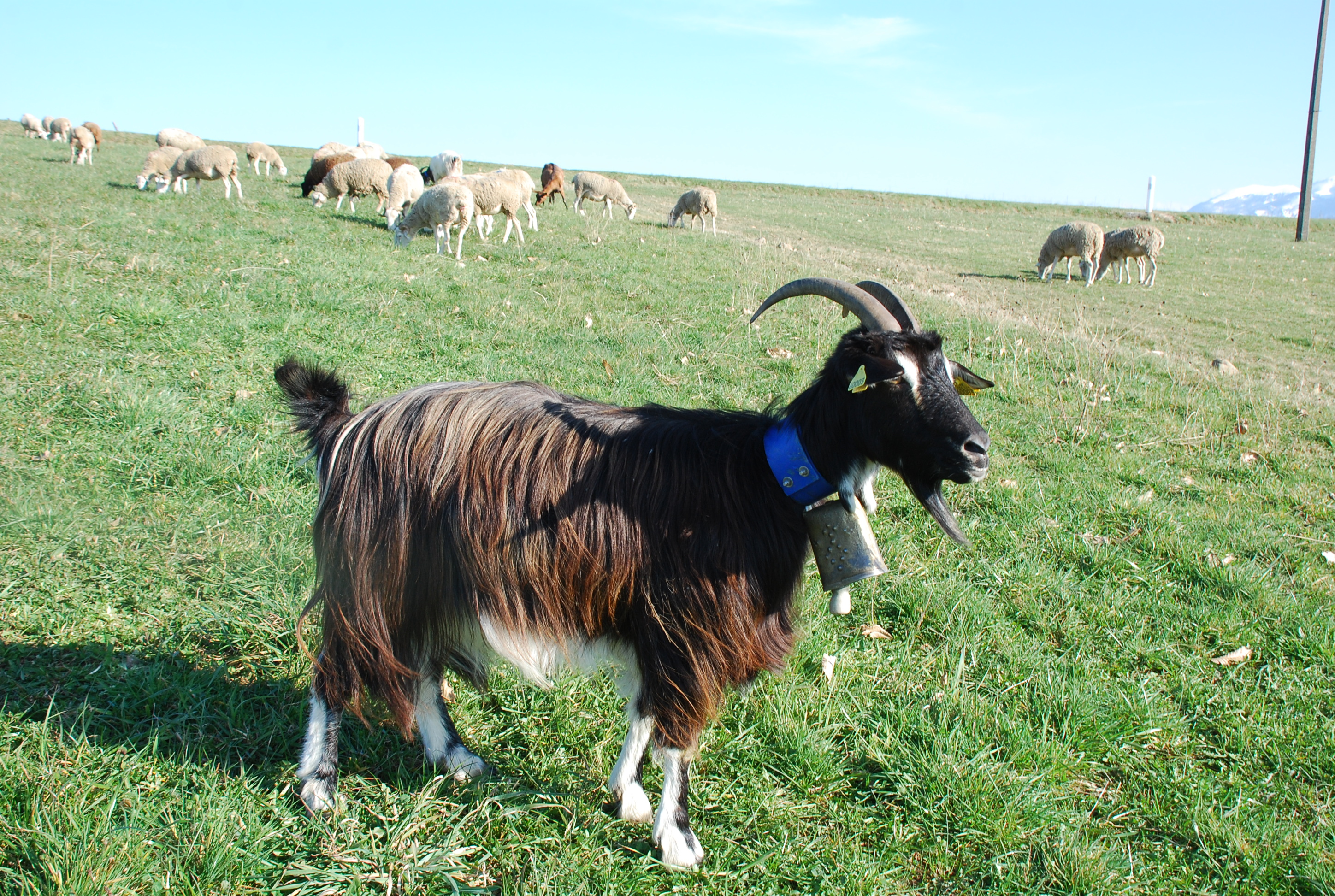
Chèvre des Pyrénées dans un troupeau de brebis tarasconnaises.

La chèvre des Pyrénées est élevée dans des exploitations de type traditionnel dans sa région d'origine. Ce sont des systèmes économes, où les chèvres valorisent au maximum les estives et les parcours plus ou moins boisés. L'hiver, les animaux sont fréquemment rentrés dans des granges et sont alimentés avec du foin. Cette race est mixte et on rencontre une part importante d'éleveurs allaitants, qui commercialisent les chevreaux élevés sous la mère. Les chèvres passent alors presque toute l'année dehors et ne sont rentrées que pendant les mises bas. Les éleveurs sont souvent pluriactifs et les chèvres constituent alors un complément de revenu. Il existe aussi des systèmes laitiers qui valorisent leur production en vendant des fromages appréciés des consommateurs. Le lait de la chèvre des Pyrénées est d'ailleurs bien adapté à la transformation fromagère grâce ses bons taux butyreux et protéiques. La plupart du temps les éleveurs laitiers attendent que les chevreaux aient atteint l'âge de 1 à 2 mois pour traire les chèvres. Cette pratique traduit la volonté des éleveurs de réduire la charge de travail au printemps en se soustrayant à la traite et de bien valoriser leurs chevreaux qui ne seront pas séparés de leur mère trop tôt et auront profité du lait de leur mère pour croître rapidement.
Les élevages sont plutôt de petite taille. Ainsi les ateliers allaitants possèdent en moyenne 23 chèvres et on en trouve en moyenne 21 dans les systèmes laitiers. La majorité des élevages laitiers élèvent entre 11 et 20 chèvres. Des ateliers de taille supérieure à 40 chèvres sont toutefois communs, notamment chez les éleveurs allaitants. Dans ces élevages, les trois quarts des chèvres sont de race pyrénéenne, les autres étant souvent des croisés comportant tout de même un peu de sang pyrénéen. Beaucoup d'élevages complètent leur activité par un autre atelier : un quart des éleveurs allaitants possède à côté des brebis allaitantes et un tiers possède des chevaux ou des ânes ; quant aux éleveurs fromagers un quart d'entre eux traie également des vaches laitières et bon nombre ont également des brebis laitières. Parmi les raisons qui les poussent à garder des chèvres pyrénéennes, les éleveurs citent systématiquement la volonté de conserver une race faisant partie intégrante de leur patrimoine local.

## Sauvegarde

L'association chèvre de race pyrénéenne participe activement à la sauvegarde de la race.

La chèvre des Pyrénées fait l'objet d'un programme de conservation depuis les années 1990, initié par les organismes de conservation locaux. Ce programme, véritablement lancé en 1998 par le Conservatoire du patrimoine biologique régional de Midi-Pyrénées, a été repris à partir de 2003 par la Fédération Régionale Caprine de Midi-Pyrénées. L'association Chèvre des Pyrénées, créée en 2004, a ensuite pris en charge ce programme ainsi que de l'organisation des filières en aval et de la promotion de la race. Elle dispose pour cela de l'appui de Capgènes, chargé du schéma de sélection, de l'Institut de l'élevage, de l'Association des fromagers fermiers et artisanaux des Pyrénées, qui collabore pour la structuration de la filière, des conservatoires régionaux et des collectivités territoriales.
Le programme vise notamment à augmenter la variabilité au sein de la race, pour éviter tout risque de consanguinité, et à permettre aux éleveurs d'avoir une activité viable, en améliorant la productivité des animaux. L'association tente dans ce cadre de développer un schéma de sélection pour améliorer les performances des animaux. Pour cela elle encourage les éleveurs allaitants à peser leurs chevreaux et les éleveurs fromagers à s'inscrire au contrôle laitier, notamment depuis la création d'un contrôle simplifié pour les races à petits effectifs en 2010, et se propose même de financer les frais d'élevage des jeunes boucs reproducteurs de bonne génétique. Comme beaucoup de races à faibles effectifs, la chèvre des Pyrénées fait l'objet d'un programme de cryoconservation des semences de ces mâles et d'embryons, afin d'assurer de ne pas voir complètement disparaître la race. Ainsi, 592 doses de semence provenant de 8 mâles différents étaient conservées par ce procédé en 2008. La valorisation des produits est également très importante pour l'association, qui a initié des études sensorielles sur le fromage lactique de chèvre des Pyrénées et sur la viande de chevreau. L'association se charge également d'assurer un certain suivi technico-économique des exploitations élevant des chèvres pyrénéennes, ceci afin d'avoir des références pour des éleveurs qui décideraient d'opter pour la race. Elle fait également de gros efforts pour promouvoir la race.

## Diffusion

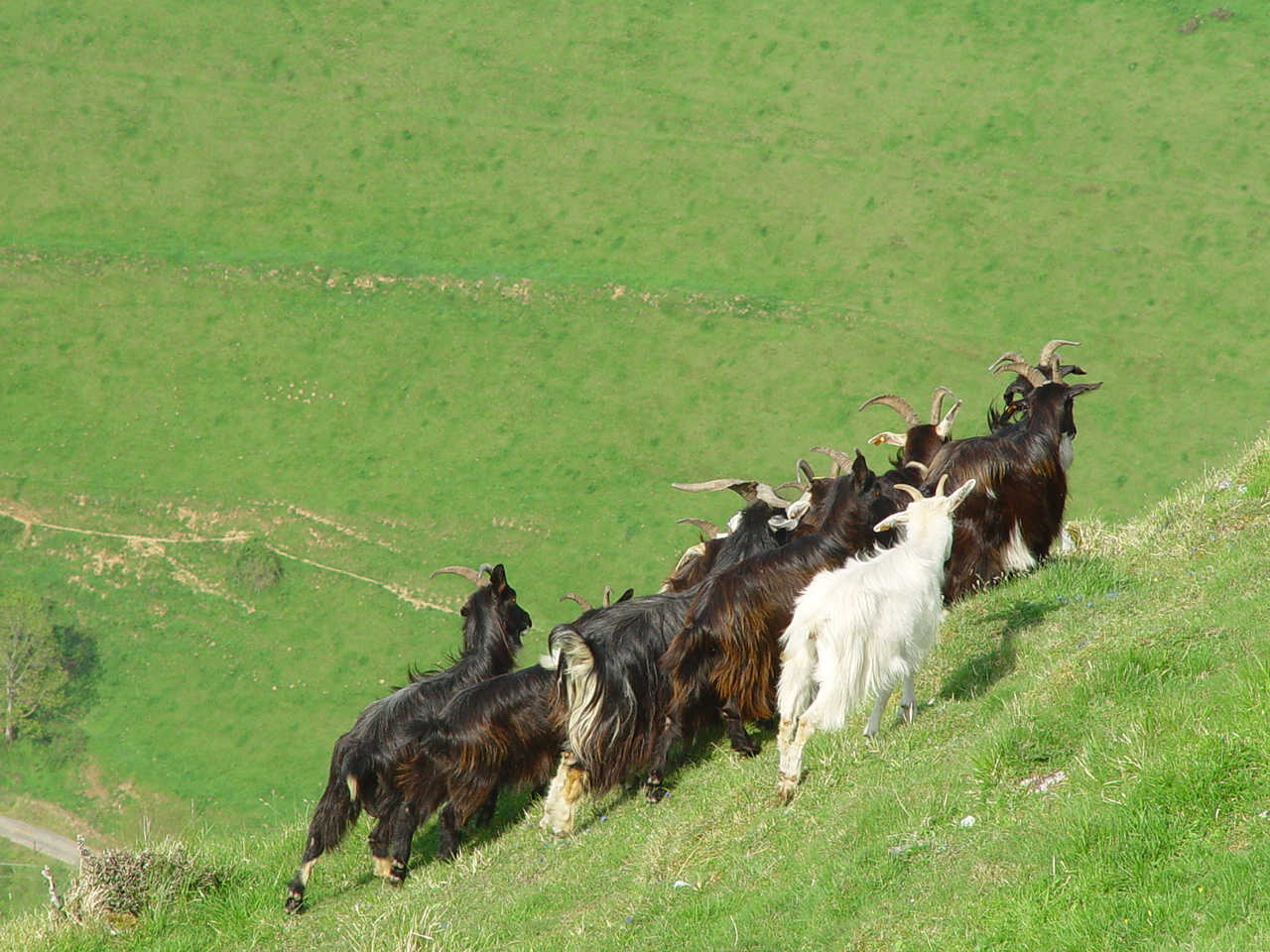
Troupeau de chèvres des Pyrénées sur le flanc du Pic de la Clique (1200 m) à Germs-sur-l'Oussouet (Canton de Lourdes-Est) (Hautes-Pyrénées).

On trouve la chèvre des Pyrénées dans une grande partie de la chaîne de montagne éponyme, répartie sur les régions Midi-Pyrénées et Aquitaine, avec une répartition des effectifs à peu près équilibrée entre les deux régions aujourd'hui. Autrefois elles étaient majoritairement situées en Aquitaine. Ainsi, lors du recensement de 1852 au cours duquel 70 000 chèvres sont recensées, les effectifs sont surtout localisés dans les Landes et en Gironde, où on trouve 37 000 animaux, ainsi que dans les Basses-Pyrénées, devenues aujourd'hui les Pyrénées-Atlantiques, où résident 13 000 caprins. Dans ce dernier département, la race est particulièrement présente dans les arrondissements de Pau et Oloron-Sainte-Marie. On recense 8 000 animaux dans les Hautes-Pyrénées, surtout localisés dans les secteurs d'Argelès-Gazost et de Bagnères-de-Bigorre, 3 000 dans la Haute-Garonne vers Saint-Gaudens et 8 000 en Ariège du côté de Foix et de Saint-Girons.
Les Pyrénées-Atlantiques concentrent la plupart des effectifs, avec plus de 1 000 chèvres, devant les Hautes-Pyrénées qui en comptent environ 500 et les Pyrénées-Orientales. On trouve également des chèvres des Pyrénées dans l'Aude, l'Ariège et la Haute-Garonne. Ainsi, 85 % des animaux sont localisés dans le massif pyrénéen et un tiers est situé dans une zone de parc naturel. Elle est nettement moins représentée qu'auparavant dans les Landes et le Roussillon. De l'autre côté de la frontière espagnole, la chèvre des Pyrénées a une cousine espagnole, la raza Pirenaica, qui peuple le Sud des Pyrénées. Les deux populations sont apparemment bien distinctes, bien qu'il y ait toujours existé quelques échanges d'animaux reproducteurs du côté des Pyrénées-Atlantiques et de la haute vallée de la Garonne.

## La chèvre des Pyrénées dans la culture

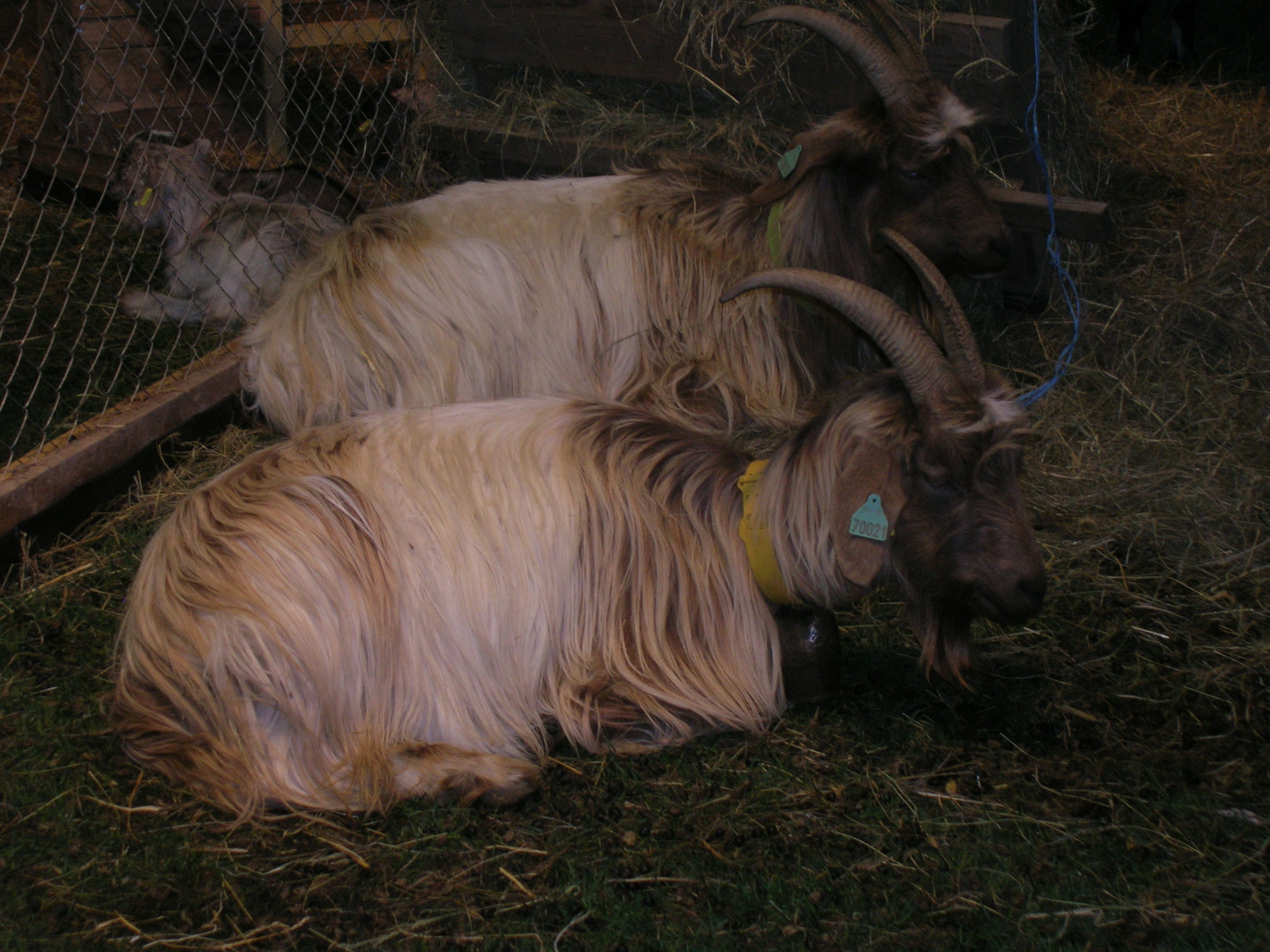
Depuis quelques années la chèvre des Pyrénées multiplie les apparitions en public, comme là au salon SISQA de Toulouse.

La chèvre tient une certaine importance dans la culture des Pyrénées. Ainsi, elle a inspiré de nombreuses expressions locales, comme le montrent celles relevées par Simon Palay dans son Dictionnaire du béarnais et du gascon modernes. Il y mentionne des expressions comme « Que vau mielher estar crabèr d'Agòs que vecàri de Viscòs » – mieux vaut être chevrier d'Agos que vicaire de Viscos –, « Un endreit d'escòrna craba » – un endroit de décorne chèvre –, un lieu abrupt, « Quin crabas a, diables qu'a » – qui a des chèvres a des diables (à garder) – ou encore « Damb quate crabas e lo porquet, que'm trufi d’eth ! » – avec quatre chèvres et le cochon gras, je me moque de lui (de l'hiver). On retrouve cet animal représenté sur la fontaine des Quatre-Vallées, inaugurée en 1897 sur l'initiative de Félicitée Duvigneau. Cette monumentale fontaine, réalisée par des artistes de renom Desca, Escoula, Mathet, figure en ses quatre coins les vallées de Bagnères, d'Aure, d'Argelès et la plaine de Tarbes, chaque vallée étant représentée avec un personnage et un animal. Ainsi, pour la vallée d'Aure, une nymphe tient sous son bras un bouc présentant toutes les caractéristiques de la race, avec son poil long, des cornes en lyre, un chanfrein bombé et des oreilles tombantes. La race était d'ailleurs quasiment la seule représentée dans le secteur à ce moment et a donc logiquement pu servir de modèle à l'artiste, Louis Mathet, un adepte du réalisme animalier. La chèvre est aussi représentée sur plusieurs armoiries de communes des Hautes-Pyrénées, comme Chèze, Oueilloux, Sireix ou Agos-Vidalos.
La chèvre des Pyrénées est de plus en plus présente au cours des manifestations agricoles locales depuis quelques années. Ainsi, un concours de la race a lieu tous les ans lors de la foire de Sainte-Marie-de-Campan, ce depuis 2005. Par ailleurs, en 2010, la race a fait sa première apparition au salon de l'agriculture à Paris, marquant son renouveau et sa reconnaissance nouvelle. Elle est également invitée chaque année au Salon International de la Sécurité et de la Qualité Alimentaire (SISQA), qui se tient à Toulouse. Certains animaux sont aussi visibles à l'écomusée de la Grande Lande (parc naturel régional des Landes de Gascogne), qui organise chaque année la semaine des races locales, une occasion de mettre la chèvre des Pyrénées à l'honneur. Pour assurer la promotion de la race, l'association Chèvre des Pyrénées édite régulièrement un petit journal portant sur l'actualité de la race : « Craba e caulet » (littéralement « la chèvre et le chou »).
Le bouc Zaghouan, de la race chèvre des Pyrénées, est la mascotte du 68e régiment d'artillerie d'Afrique situé à la Valbonne (01360). Il porte le grade d'artilleur d'Afrique.